# Vier-Nationen-Turnier in China (Frauenfußball)
Das Vier-Nationen-Turnier in China ist ein Einladungsturnier für Nationalmannschaften im Frauenfußball und fand seit 2002 zunächst im Januar oder Februar statt, seit 2016 findet zudem ein weiteres Turnier im Herbst statt. Vorläufer ist ein 1998 in Guangzhou ausgetragenes Turnier. Rekordsieger ist Gastgeber China mit acht Titeln, vor den USA, die zuletzt 2011 teilnahmen, mit sieben Titeln. Die Chinesinnen gewannen das Turnier aber nur wenn die US-Amerikanerinnen nicht teilnahmen. Außer Norwegen konnte keine Mannschaft das Turnier gewinnen wenn die USA teilnahmen. Brasilien, Kanada und Nordkorea konnten ebenso wie China nur bei Abwesenheit der US-Mannschaft gewinnen. Nach 2011, mit dem abnehmenden Status der chinesischen Mannschaft nahm die Bedeutung des Turniers kontinuierlich ab, da die besten Mannschaften nicht mehr teilnahmen oder nicht eingeladen wurden.
Für 2012 wurden zunächst Termine eines Turniers mit fünf Teilnehmern veröffentlicht, letztlich wurde es aber wieder mit vier Mannschaften ausgetragen, allerdings nahmen keine Mannschaften der Top 5 der FIFA-Weltrangliste teil und 2012 war auch das erste Jahr, in dem kein amtierender kontinentaler Meister teilnahm. Seit 2016 fanden zwei Viernationenturniere statt, zunächst im Januar 2016 in Shenzhen bzw. 2017 in Foshan und dann im Oktober jeweils in Yongchuan – 2016 als „Sincere-Cup“. 2019 fanden die Turniere im Januar und April als Vorbereitung auf die WM statt.

## Modus
Mit Ausnahme von 2019, spielte jede Mannschaft gegen jede der drei anderen Mannschaften. Sieger ist die Mannschaft mit den meisten Punkten. Bei Punktgleichheit entscheidet die Tordifferenz und dann der direkte Vergleich. 2019 gab es zwei Halbfinalspiele sowie das Finale der Halbfinalsieger und Spiel um Platz 3 der Halbfinalverlierer.

## Spielorte
| Chongqing (2011–14) |

| Guangzhou (1998, 2002, 2006–09) |

| Yiwu (2003) |

| Wuhan (2003, 4/2019) |

| Shanghai (2003) |

| Shenzhen (2004, 2015, 1/2016) |

| Quanzhou (2005) |

| Yongchuan (10/2016+10/2017+10/2018) |

| Foshan (1/2017+1/2018) |

| Wuhua (1/2019) |

## Die Turniere im Überblick
| Jahr                | Finalstände       | Finalstände       | Finalstände       | Finalstände       |
| Jahr                | Sieger            | 2. Platz          | 3. Platz          | 4. Platz          |
| ------------------- | ----------------- | ----------------- | ----------------- | ----------------- |
| 1998 Details        | USA*              | Norwegen**        | China*            | Schweden          |
| 1999 bis 2001       | Nicht ausgetragen | Nicht ausgetragen | Nicht ausgetragen | Nicht ausgetragen |
| 2002 Details        | Norwegen          | Deutschland*      | USA*/**           | China             |
| 2002 (Aug.) Details | China             | Südkorea          | Russland          | Japan*            |
| 2003 Details        | USA*/**           | China             | Deutschland*      | Norwegen          |
| 2004 Details        | USA*              | China             | Schweden          | Kanada            |
| 2005 Details        | China             | Australien*       | Deutschland*/**   | Russland          |
| 2006 Details        | USA*              | China             | Frankreich        | Norwegen          |
| 2007 Details        | USA*              | China*            | Deutschland*/**   | England           |
| 2008 Details        | USA*              | China*            | Kanada            | Finnland          |
| 2009 Details        | China             | Südkorea          | Finnland          | Neuseeland*       |
| 2010                | Nicht ausgetragen | Nicht ausgetragen | Nicht ausgetragen | Nicht ausgetragen |
| 2011 Details        | USA               | Kanada*           | Schweden          | China             |
| 2012 Details        | Nordkorea         | China             | Südkorea          | Mexiko            |
| 2013 Details        | Norwegen          | Kanada*           | China             | Südkorea          |
| 2014 Details        | China             | Nordkorea         | Mexiko            | Neuseeland*       |
| 2015 Details        | Kanada            | Südkorea          | China             | Mexiko            |
| 2016 (Jan.) Details | China             | Mexiko            | Südkorea          | Vietnam           |
| 2016 (Okt.) Details | China             | Dänemark          | Island            | Usbekistan        |
| 2017 (Jan.) Details | China             | Thailand          | Ukraine           | Myanmar           |
| 2017 (Okt.) Details | Brasilien         | Nordkorea         | China             | Mexiko            |
| 2018 (Jan.) Details | China             | Thailand          | Kolumbien         | Vietnam           |
| 2018 (Okt.) Details | China             | Portugal          | Finnland          | Thailand          |
| 2019 (Jan.) Details | China             | Südkorea          | Nigeria*          | Rumänien          |
| 2019 (Apr.) Details | China             | Kamerun           | Russland          | Kroatien          |
| 2019 (Nov.) Details | China             | Brasilien*        | Kanada            | Neuseeland*       |

Anmerkung: Mit * gekennzeichnete Mannschaften waren zum Turnierzeitpunkt amtierende kontinentale Meister, mit ** gekennzeichnete Mannschaften waren amtierende Weltmeister.

## Ranglisten
| Rang | Land        | Titel | Jahr(e) | 2. | 3. | 4. |
| ---- | ----------- | ----- | --- | -- | -- | -- |
| 1    | China       | 12    | 2002 (Aug.), 2005, 2009, 2014, 2016 (Jan.), 2016 (Okt.), 2017 (Jan.), 2018 (Jan.), 2018 (Okt.), 2019 (Jan.), 2019 (Apr.), 2019 (Nov.) | 6  | 4  | 2  |
| 2    | USA         | 7     | 1998, 2003, 2004, 2006, 2007, 2008, 2011                                                                                              | /  | 1  | /  |
| 3    | Norwegen    | 2     | 2002, 2013 | 1  | /  | 2  |
| 4    | Kanada      | 1     | 2015 | 2  | 2  | 1  |
| 5    | Nordkorea   | 1     | 2012 | 2  | /  | /  |
| 6    | Brasilien   | 1     | 2017 (Okt.) | 1  | /  | /  |
| 7    | Südkorea    |       | | 4  | 2  | 1  |
| 8    | Thailand    |       | | 2  | /  | 1  |
| 9    | Deutschland |       | | 1  | 3  | /  |
| 10   | Mexiko      |       | | 1  | 1  | 3  |
| 11   | Australien  |       | | 1  | /  | /  |
|      | Dänemark    |       | | 1  | /  | /  |
|      | Kamerun     |       | | 1  | /  | /  |
|      | Portugal    |       | | 1  | /  | /  |
| 15   | Schweden    |       | | /  | 2  | 1  |
|      | Finnland    |       | | /  | 2  | 1  |
| 17   | Russland    |       | | /  | 2  | 1  |
| 18   | Frankreich  |       | | /  | 1  | /  |
|      | Island      |       | | /  | 1  | /  |
|      | Kolumbien   |       | | /  | 1  | /  |
|      | Ukraine     |       | | /  | 1  | /  |
|      | Nigeria     |       | | /  | 1  | /  |
| 23   | Neuseeland  |       | | /  | /  | 3  |
| 24   | Vietnam     |       | | /  | /  | 2  |
| 25   | England     |       | | /  | /  | 1  |
|      | Kroatien    |       | | /  | /  | 1  |
|      | Myanmar     |       | | /  | /  | 1  |
|      | Rumänien    |       | | /  | /  | 1  |
|      | Usbekistan  |       | | /  | /  | 1  |
|      | Japan       |       | | /  | /  | 1  |

| Rang | Konföderation | Titel | 2. | 3. | 4. |
| ---- | ------------- | ----- | -- | -- | -- |
| 1    | AFC           | 13    | 13 | 5  | 9  |
| 2    | CONCACAF      | 8     | 3  | 4  | 4  |
| 3    | UEFA          | 2     | 4  | 12 | 8  |
| 4    | CONMEBOL      | 1     | 1  | 1  | /  |
| 5    | CAF           | /     | 1  | 1  | /  |
| 6    | OFC           | /     | 1  | /  | 3  |